# Frank Eisenhauer

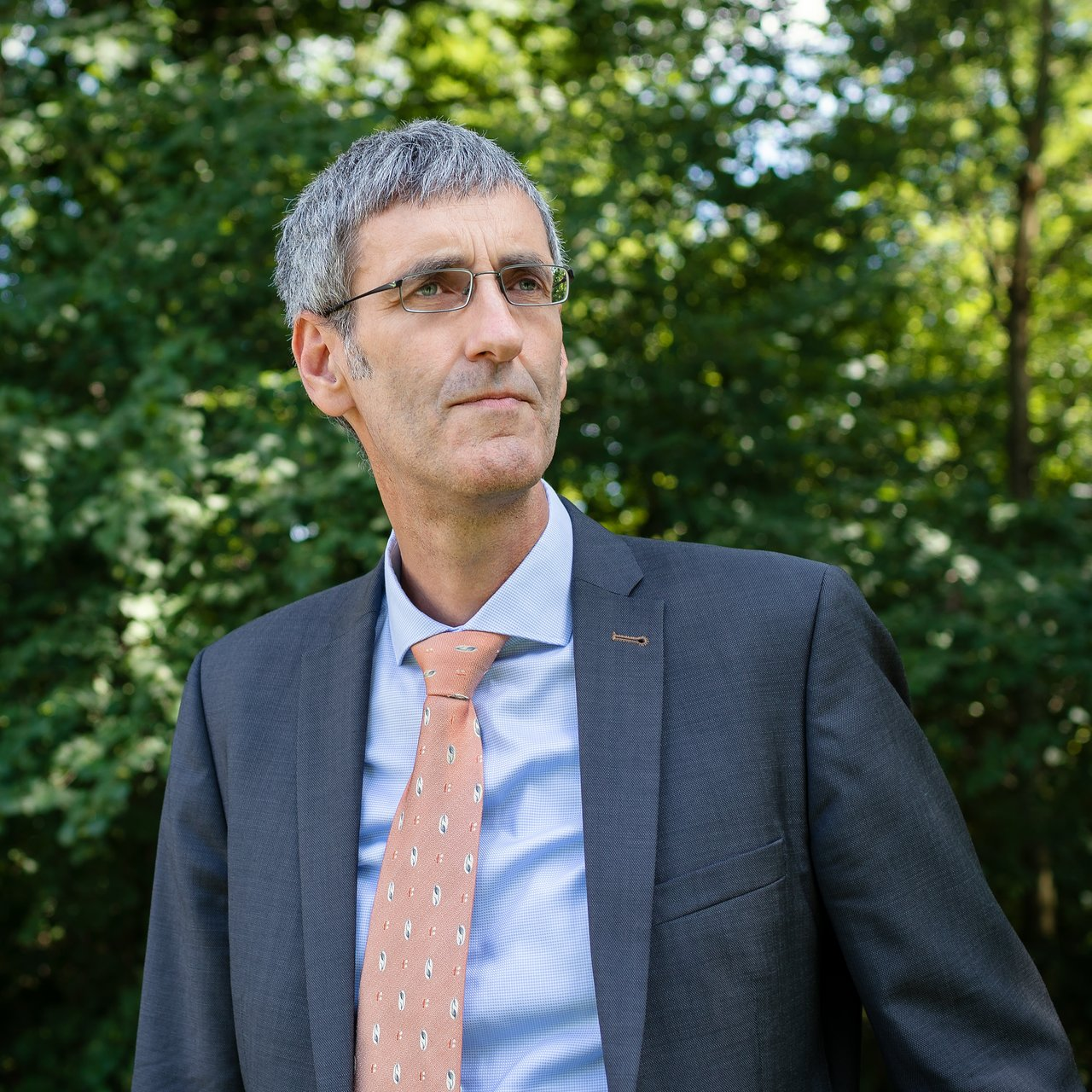
Frank Eisenhauer

Frank Eisenhauer (* 9. Juni 1968 in Augsburg) ist ein deutscher Astronom und Astrophysiker, Direktor am Max-Planck-Institut für extraterrestrische Physik und Professor an der Technische Universität München. Bekannt ist er vor allem für seine Beiträge zur Interferometrie und Spektroskopie sowie der Erforschung des Schwarzen Lochs im Zentrum der Milchstraße.

## Leben und Studium
Frank Eisenhauer wurde 1968 in Augsburg geboren. Nach dem frühen Tod seines Vaters zog seine Mutter ihn und seinen Bruder allein groß. Die beiden Brüder waren die ersten aus ihrer Familie, die eine Hochschulausbildung erhielten.
Frank Eisenhauer studierte Physik an der Technischen Universität München und schloss das Studium 1995 mit dem Diplom ab. Im Anschluss begann er sein Doktorat bei Reinhard Genzel an der Ludwig-Maximilian-Universität München, wo er 1998 promoviert wurde, und am Max-Planck-Institut für extraterrestrische Physik (MPE), dem er bis heute angehört.

## Lehrtätigkeit
Frank Eisenhauer lehrt als außerplanmäßiger Professor an der Technischen Universität München Astrophysik und hochauflösende Astronomie.

## Wissenschaft und Forschung
Als Direktor des Max-Planck-Instituts für extraterrestrische Physik (MPE) leitet Eisenhauer die Entwicklung und wissenschaftliche Auswertung von astronomischen Großgeräten. Eisenhauer hat maßgeblich die Entwicklung der Astronomie mit höchster räumlicher Auflösung und der abbildenden Spektroskopie vorangetrieben, und damit insbesondere zur Entdeckung und Erforschung des Schwarzen Loch im Zentrum der Milchstraße beigetragen. Am MPE leitet er heute die Entwicklung und wissenschaftliche Auswertung großer astronomischer Instrumente und Experimente.
Bereits in seiner Doktorarbeit hat sich Eisenhauer der Infrarotastronomie zugewandt und für die adaptive Optik am 3.6m Teleskop der Europäischen Südsternwarte (ESO) in La Silla (Chile) eine Infrarotkamera mit Fabry-Pérot-Spektrometer entwickelt. Anschließend hat er als Principal Investigator die Entwicklung des SPIFFI/SINFONI Spektrometers am ESO Very Large Telescope in Paranal (Chile) geleitet, das mit einer damals einzigartigen Kombination aus adaptiver Optik und abbildender Spektroskopie nicht nur die Störung durch die Erdatmosphäre korrigiert, sondern gleichzeitig für jeden Bildpunkt der Aufnahme ein Spektrum aufzeichnet. Damit konnten Eisenhauer und Kollegen 2003 erstmals mit geometrischen Methoden aus der Umlaufbahn des Sterns S2 die Entfernung zum Zentrum der Milchstraße messen, und mit der Vermessung der Radialgeschwindigkeiten mehrerer Sterne die Vermutung bekräftigen, dass sich dort ein supermassives Schwarzes Loch befindet.
Seit 2005 ist Frank Eisenhauer Principal Investigator des GRAVITY Experiments, mit dem die vier Very Large Telescope in Paranal (Chile) der Europäischen Südsternwarte als Stern-Interferometer zusammengeschaltet werden und damit eine Winkelauflösung erreichen, die dem eines Teleskopes mit 130 Meter Durchmesser entspricht. Ähnlich wie bei einer adaptiven Optik werden bei GRAVITY die störenden Einflüsse der Erdatmosphäre und die Störungen im Lichtweg zwischen Teleskop und Labor aktiv korrigiert, wodurch die Empfindlichkeit um mehrere Größenordnungen im Vergleich zu früheren Experimenten verbessert wurde. Damit konnten Frank Eisenhauer und Kollegen 2018 insbesondere die aus der Allgemeinen Relativitätstheorie von Albert Einstein vorausgesagte Rotverschiebung im Schwerefeld eines schwarzen Loches nachweisen. Dem gleichen Team gelang im Jahr 2020 auch der Nachweis der Schwarzschild-Präzession (Orbit-Vergleich Newton und Einstein) im Orbit des Sterns S2.
Die geometrische Messung der Entfernung zum Galaktischen Zentrum und der Nachweis der Gravitationsrotverschiebung im Schwerefeld des schwarzen Loches wurden von Andrea Ghez und Kollegen mit Beobachtungen am Keck-Observatorium auf Hawaii bestätigt.
SINFONI und GRAVITY gehören zu den Instrumenten, die bei der Entdeckung und Charakterisierung des Schwarzen Lochs im Galaktischen Zentrum eingesetzt wurden, wofür Reinhard Genzel und Andrea Ghez den Nobelpreis für Physik 2020 erhalten haben.
Weitere Forschungsfelder, zu denen Frank Eisenhauer mit seinen Beobachtungen unter anderem beigetragen hat, sind die Galaxiendynamik im frühen Universum, Aktive Galaxienkerne, und die Sternentstehung in massereichen Sternhaufen.

## Ehrungen und Auszeichnungen
- TUM Distinguished Affiliated Professor der Technischen Universität München, 2025[17]
- Preis für Instrumentenentwicklung 2023 der Astronomischen Gesellschaft für die Entwicklung der SINFONI und GRAVITY Instrumente[18]
- Gruber-Preis für Kosmologie 2022[19] für die Entwicklung von Instrumenten, die unwiderlegbare Hinweise auf die Existenz eines Schwarzen Lochs im Zentrum unserer Galaxie gesammelt haben
- Stern-Gerlach-Medaille 2022[20] der Deutsche Physikalische Gesellschaft für seine Pionierarbeit auf dem Gebiet der hochauflösenden Infrarotastronomie
- Jackson-Gwilt-Medaille 2022 der Royal Astronomical Society[21] für seine Entwicklung von astronomischen Instrumenten
- Ausländisches Mitglied der Französische Akademie der Wissenschaften seit 2021[22]
- Tycho-Brahe-Preis 2021 der European Astronomical Society[23] für die Entwicklung der SINFONI und GRAVITY Instrumente
- Michelson Investigator Achievement Award 2020 für die bahnbrechende Ergebnisse von VLTI-GRAVITY[24]

## Mitgliedschaften
- International Astronomical Union, Paris
- Astronomische Gesellschaft, Heidelberg
- European Astronomical Society (EAS), Genf
- Deutsche Physikalische Gesellschaft (DPG), Bad Honnef